# 草場道輝
草場 道輝（くさば みちてる、本名同じ、1971年1月1日 - ）は、日本の漫画家。長崎県諫早市出身。長崎大学卒業。代表作は『ファンタジスタ』、『LOST MAN』。

## 略歴
- 1993年と1994年、『週刊少年チャンピオン』第40、42回新人まんが賞の特別奨励賞をそれぞれ受賞（「マジョとマジシャン」、「あたるもはっけあたらぬもはっけ」）[4]。
- 長崎大学を卒業後、コンピュータ関連の会社に入社。数年間働いたのち、漫画家になるために上京[1]。
- 漫画家のアシスタントを経て、1997年、『少年サンデー超』6月増刊号にて「君と空のあいだで…」でデビュー[1]。
- 1999年2月号から1999年10月号まで、「南十字星（サザンクロス）」を『少年サンデー超』増刊にて連載。全8話。
- 1999年35号から2004年14号まで、代表作「ファンタジスタ」を『週刊少年サンデー』にて連載。全222話。
- 2005年16号より2006年45号まで、テニス漫画「見上げてごらん」を『週刊少年サンデー』にて連載。全77話。
- 2006年、『週刊ヤングサンデー』20号にて読切作「カンピオーニ」を掲載。サッカー漫画であり「ファンタジスタ」の外伝的作品。
- 2007年、『週刊ヤングサンデー』49号より1号まで「LOST MAN」を短期集中連載。全5話。
- 2008年、『週刊ヤングサンデー』21・22号より「LOST MAN」を連載開始。短期集中連載の同名作品を本格連載化したもの。同誌の休刊により、『ビッグコミックスピリッツ』に連載の場を移し、42号より連載再開。2012年17号を以って連載終了。
- 2008年、『週刊ヤングマガジン』22・23号にて読切作「ダウン・ザ・ライン」を掲載。テニスを題材とした漫画。
- 2012年、『週刊少年サンデー』45号より「ファンタジスタ」の続編にあたる「ファンタジスタ ステラ」を連載。
- 2016年、『週刊少年サンデー』19号にて読切作「アルタイルの懺悔」、『ゲッサン』9月号にて読切作「エンケラドスの海」を掲載[5]。
- 2017年、『週刊少年サンデー』21号より「第九の波濤」を連載開始[6]。
- 2018年7月14日から8月15日まで、諫早市美術・歴史館にて「草場道輝 原画展」を開催[7]。2018年9月12日から9月24日まで、長崎歴史文化博物館にて「草場道輝 原画展」を開催[8]。
- 2023年、『週刊少年サンデー』22・23合併号にて「第九の波濤」完結[9]。
- 2024年、『週刊少年サンデーS』12月号より「テルスター '86」を連載開始[10]。

## 作品リスト

### 連載作品
- 南十字星（サザンクロス）（『少年サンデー超増刊』1999年、全8話）
- ファンタジスタ（『週刊少年サンデー』1999年 - 2004年、全25巻、文庫版全13巻）
- 見上げてごらん（『週刊少年サンデー』2005年 - 2006年、全8巻）
- LOST MAN（『週刊ヤングサンデー』2007年11月8日号（Vol.49） - 2007年12月6日号（Vol.01）、全5話）
- LOST MAN（『週刊ヤングサンデー』2008年21・22合併号 - 35号、『ビッグコミックスピリッツ』2008年42号 - 2012年17号、全17巻）
- ファンタジスタ ステラ（『週刊少年サンデー』2012年 - 2015年、全14巻）
- 第九の波濤（『週刊少年サンデー』2017年21号[11] - 2023年22・23合併号[12]、全24巻）
- テルスター '86（『週刊少年サンデーS』2024年12月号[10] - ）

### 読切作品
- フォルツァ!（『少年サンデー特別増刊R』1999年2月10日号）
- 優太郎の海（『週刊少年サンデー特別増刊R』2000年1月10日号）
- カンピオーニ（『週刊ヤングサンデー』2006年）
- ダウン・ザ・ライン（『週刊ヤングマガジン』2008年）
- アルタイルの懺悔（『週刊少年サンデー』2016年19号）
- エンケラドスの海（『ゲッサン』2016年9月号）

## 弟子
- 藤木俊
- 松江名俊